# Pfaffsche Determinante
In der Mathematik kann die Determinante einer alternierenden Matrix immer als das Quadrat eines Polynoms der Matrixeinträge geschrieben werden. Dieses Polynom wird die pfaffsche Determinante der Matrix genannt. Die pfaffsche Determinante ist nur für alternierende {\displaystyle (2n\times 2n)}-Matrizen nichtverschwindend. In diesem Fall ist sie ein Polynom vom Grad {\displaystyle n}.

## Definition
Sei {\displaystyle \Pi } die Menge aller Partitionen von {\displaystyle \{1,2,\ldots ,2n\}} in Paare. Es gibt {\displaystyle (2n-1)!!} (Doppelfakultät) solcher Partitionen. Jedes Element {\displaystyle \alpha \in \Pi } kann in eindeutiger Weise als
{\displaystyle \alpha =\{(i_{1},j_{1}),(i_{2},j_{2}),\cdots ,(i_{n},j_{n})\}}
geschrieben werden mit {\displaystyle i_{k}<j_{k}} und {\displaystyle i_{1}<i_{2}<\ldots <i_{n}}. Sei
{\displaystyle \pi ={\begin{bmatrix}1&2&3&4&\cdots &2n\\i_{1}&j_{1}&i_{2}&j_{2}&\cdots &j_{n}\end{bmatrix}}}
die korrespondierende Permutation und sei
{\displaystyle \operatorname {sgn} (\alpha )} das Signum von {\displaystyle \pi }.
Sei {\displaystyle A=(a_{ij})} eine alternierende {\displaystyle (2n\times 2n)}-Matrix. Für jede wie oben geschriebene Partition {\displaystyle \alpha } setze
{\displaystyle A_{\alpha }=\operatorname {sgn} (\alpha )a_{i_{1},j_{1}}a_{i_{2},j_{2}}\cdots a_{i_{n},j_{n}}.}
Die pfaffsche Determinante {\displaystyle A} ist dann definiert als
{\displaystyle \operatorname {Pf} (A)=\sum _{\alpha \in \Pi }A_{\alpha }}.
Ist {\displaystyle m} ungerade, so wird die pfaffsche Determinante einer alternierenden {\displaystyle (m\times m)}-Matrix als Null definiert.

### Alternative Definition
Man kann zu jeder alternierenden {\displaystyle (2n\times 2n)}-Matrix {\displaystyle A=(a_{ij})} einen Bivektor assoziieren:
{\displaystyle \omega =\sum _{i<j}a_{ij}\;e_{i}\wedge e_{j}},
wobei {\displaystyle \{e_{1},e_{2},\ldots ,e_{2n}\}} die Standardbasis für {\displaystyle \mathbb {R} ^{2n}} ist. Die pfaffsche Determinante ist definiert durch
{\displaystyle {\frac {1}{n!}}\omega ^{n}={\mbox{Pf}}(A)\;e_{1}\wedge e_{2}\wedge \cdots \wedge e_{2n}},
hierbei bezeichnet {\displaystyle \omega ^{n}} das Keilprodukt von {\displaystyle n} Kopien von {\displaystyle \omega } mit sich selbst.

## Beispiele
{\displaystyle {\mbox{Pf}}{\begin{bmatrix}0&a\\-a&0\end{bmatrix}}=a.}
{\displaystyle {\mbox{Pf}}{\begin{bmatrix}0&a&b&c\\-a&0&d&e\\-b&-d&0&f\\-c&-e&-f&0\end{bmatrix}}=af-be+dc.}
{\displaystyle {\mbox{Pf}}{\begin{bmatrix}0&\lambda _{1}&0&0&\cdots &&0\\-\lambda _{1}&0&\omega _{1}&0&&&\\0&-\omega _{1}&0&\lambda _{2}&&&\vdots \\0&0&-\lambda _{2}&\ddots &\ddots &&\\\vdots &&&\ddots &\ddots &\omega _{n-1}&\\&&&&-\omega _{n-1}&0&\lambda _{n}\\0&&\cdots &&&-\lambda _{n}&0\end{bmatrix}}=\lambda _{1}\lambda _{2}\cdots \lambda _{n}.}

## Eigenschaften
Für eine alternierende {\displaystyle (2n\times 2n)}-Matrix {\displaystyle A} und eine beliebige {\displaystyle (2n\times 2n)}-Matrix {\displaystyle B} gilt
- {\displaystyle {\mbox{Pf}}(A)^{2}=\det(A)}

- {\displaystyle {\mbox{Pf}}(BAB^{T})=\det(B){\mbox{Pf}}(A)}

- {\displaystyle {\mbox{Pf}}(\lambda A)=\lambda ^{n}{\mbox{Pf}}(A)}

- {\displaystyle {\mbox{Pf}}(A^{T})=(-1)^{n}{\mbox{Pf}}(A)}

- Für eine blockdiagonale Matrix

{\displaystyle A_{1}\oplus A_{2}={\begin{bmatrix}A_{1}&0\\0&A_{2}\end{bmatrix}}}
gilt {\displaystyle {\mbox{Pf}}(A_{1}\oplus A_{2})={\mbox{Pf}}(A_{1}){\mbox{Pf}}(A_{2})}.
- Für eine beliebige  {\displaystyle (n\times n)}-Matrix {\displaystyle M} gilt:

{\displaystyle {\mbox{Pf}}{\begin{bmatrix}0&M\\-M^{T}&0\end{bmatrix}}=(-1)^{n(n-1)/2}\det M.}

## Anwendungen
Die pfaffsche Determinante ist ein invariantes Polynom einer alternierenden Matrix (Hinweis: Sie ist nicht invariant unter allgemeinen Basiswechseln, sondern nur unter orthogonalen Transformationen). Als solche ist sie wichtig für die Theorie der charakteristischen Klassen. (In diesem Zusammenhang wird sie auch als Euler-Polynom bezeichnet.) Sie kann insbesondere benutzt werden, um die Eulerklasse einer riemannschen Mannigfaltigkeit zu definieren. Diese wird in dem Satz von Gauß-Bonnet benutzt.
Die Anzahl der perfekten Paarungen in einem planaren Graphen ist gleich dem Absolutwert einer geeigneten pfaffschen Determinante, welche in polynomialer Zeit berechenbar ist. Dies ist insbesondere deshalb überraschend, weil das Problem für allgemeine Graphen sehr schwer ist (Sharp-P-vollständig). Das Ergebnis wird in der Physik benutzt, um die Zustandssumme des Ising-Modells von Spingläsern zu berechnen; dabei ist der zugrundeliegende Graph planar. Vor Kurzem wurde sie auch benutzt, um effiziente Algorithmen für sonst scheinbar unlösbare Probleme zu entwickeln; dazu zählt die effiziente Simulation von bestimmten Typen der Quantenberechnungen.

## Geschichte
Der Begriff pfaffsche Determinante wurde von Arthur Cayley geprägt, der ihn 1852 benutzte: “The permutants of this class (from their connection with the researches of Pfaff on differential equations) I shall term Pfaffians.” Dies geschah zu Ehren des deutschen Mathematikers Johann Friedrich Pfaff.